# Ставище (Хмельницкая область)
Ставище (укр. Ставище) — село в Дунаевецком районе Хмельницкой области Украины.
Население по переписи 2001 года составляло 659 человек. Почтовый индекс — 32430. Телефонный код — 3858. Занимает площадь 2,746 км². Код КОАТУУ — 6821888401.

## История
В 1946 г. указом ПВС УССР село Татариска переименовано в Ставище.

## Местный совет
32431, Хмельницкая обл., Дунаевецкий р-н, с. Ставище, ул. Школьная, 1